# Томбайдс, Дилан
Дилан Джеймс Томбайдс (англ. Dylan James Tombides; 8 марта 1994, Перт — 18 апреля 2014, Лондон) — австралийский футболист.
Вырос и начал играть в Австралии, с 13 лет жил в Макао, тренировался в Гонконге. В 15-летнем возрасте был приглашён в английский клуб «Вест Хэм Юнайтед», с 2010 г. играл в её молодёжном составе.
Был приглашён в юношескую сборную Австралии и принял участие в Чемпионате мира среди юношеских команд в июне 2011 года в Мексике, сыграв пять матчей и забив победный гол в матче с командой Кот-дИвуара При проведении допинг-тестов было обнаружено, что у Томбайдса злокачественная опухоль; в итоге у него был диагностирован рак яичка, за этим последовал десятимесячный курс лечения.
После лечения был зачислен во взрослый состав клуба «Вест Хэм». Появился на поле лишь однажды, в матче третьего круга Кубка Английской футбольной лиги против клуба «Уиган Атлетик» 25 сентября 2012 года, заменив на 84-й минуте Гари О’Нила. В декабре того же года прошёл новый курс химиотерапии, после которого в январе 2014 года принял участие в финальном турнире Чемпионата Азии среди молодёжных команд 2013 года в Омане, проведя четыре матча.
По возвращении из Омана в Великобританию Томбайдс узнал, что его болезнь неизлечима, и умер спустя три месяца. На следующий день клуб «Вест Хэм» объявил о том, что номер 38 будет навечно закреплён за Томбайдсом, — до этого такой чести в «Вест Хэме» был удостоен только Бобби Мур.
Статуя Томбайдса поставлена в 2015 году на стадионе в Перте.
- Тренировка перед матчем за Вест Хэм
- Дань Дилану Томбайдсу на Болейн Граунд, Аптон Парк